# Risako Oga
Risako Oga (大賀 理紗子 Oga Risako?), född 4 januari 1997 i Tokyo, är en japansk fotbollsspelare som spelar för Nojima Stella Kanagawa Sagamihara.
Oga spelade 3 landskamper för det japanska landslaget.